# حصن القرانع
 حصن القرانع وهو أحد الحصون الأثرية اليمنية القديمة يقع على قمة جبل القرانع وهو يطل على مدينة الطويلة من الجهة الشمالية، وهو من الحصون المنيعة المشهورة في اليمن، فهو عبارة عن قلعة محصنة فوق مرتفع صخري.

## التاريخ
يورد القاضي «محمد الحجري» في كتابه «مجموع بلدان اليمن وقبائلها» بأن «حصن القرانع» المطل على مدينة الطويلة، وهو حصن حصين مـن حصون اليمن يقابل المصانع، أقام عليه الملك «المـسعودي الكامل» - حتى فتحهُ - سنة كاملة.
ويذكر أن الأمير حمود بن علي شرف الدين اتخذ من حصن القرانع منطلقاً لحكم الطويلة وما جاورها من البلاد حتى نهاية عقد الستينيات

## الوصف المعماري
هو عبارة عن قلعة محصنة فوق مرتفع صخري، يتم الصعود إليه عن طريق عدد من الدرج الملتوية في الناحية الشرقية تؤدي إلى كتلة المدخل المكون من بناء حجري مهدم، وينتهي إلى عدد من الدرج على امتداد السور من الناحية الغربية للمدخل الذي يـؤدي إلى ساحة يتصل بها عدد آخر من الدرج الصاعدة في الناحية الشمالية تؤدي إلى قمة القلعة، وهناك بقايا بناء لعدد من الغرف، وفي الجزء الشمالي من القلعة توجد بركتين لحفظ المياه شيدتا بالأحجار من الداخل وبمادة القضاض.

## وصلات خارجية
- السياحة في اليمن
- المركز الوطني للمعلومات